# تاوریرت (الجزایر)
تاوریرت یک منطقهٔ مسکونی در الجزایر است که در استان بویره واقع شده‌است.